# Раздвижные колёсные пары
Раздвижные колёсные пары — колёсные пары специальной конструкции и соответствующие элементы железнодорожной инфраструктуры, позволяющие поездам преодолевать пункты изменения ширины колеи без замены вагонных тележек.

## Системы
Разработаны и используются несколько систем раздвижных колёсных пар (таблица). Различные системы несовместимы между собой, исключением является только Polsuw, совместимая с переходными устройствами
DBAG Rafil Type V.
| Наименование             | Разработка                                       | Разработка | Начало эксплуатации, год | Операторы (применяемые колеи, мм)   | Примечание                                                                             |
| Наименование             | Фирма                                            | Страна     | Начало эксплуатации, год | Операторы (применяемые колеи, мм)   | Примечание                                                                             |
| ------------------------ | ------------------------------------------------ | ---------- | ------------------------ | ----------------------------------- | -------------------------------------------------------------------------------------- |
| Talgo-RD                 | Тальго                                           | Испания    | 1969                     | RENFE, SNCF, РЖД (1668, 1435, 1520) | См. ниже                                                                               |
| Polsuw (бывшая SUW 2000) | ZNTK Poznań / Познанский технический университет | Польша     | 1993                     | PKP, LTG, УЗ (1435, 1520)           | В пассажирском сообщении применяется на маршруте Краков - Киев                         |
| GCT                      | НИИ железнодорожного транспорта JR               | Япония     | 1994                     | JR (1067, 1435)                     |                                                                                        |
| DBAG - Rafil Type V      | Radsatzfabrik Ilsenburg GmbH                     | Германия   | 1999                     | DB (1435, 1520)                     | Совместима с переходными устройствами Polsuw                                           |
| EV09-Prose               | Prose AG                                         | Швейцария  | 2017                     | MOB, BLS (1000, 1435)               | Применяется на маршрутах линии Голден Пасс                                             |
| Не используемые          |                                                  |            |                          |                                     |                                                                                        |
| Vevey axle               | ACMV                                             | Швейцария  | 1968                     | н/д                                 | Впоследствии разработка была передана и усовершенствована компанией CAF, см. CAF-BRAVA |
| CAF-BRAVA                | CAF                                              | Испания    | н/д                      | RENFE, SNCF (1668, 1435)            | Первоначально - Vevey axle, эксплуатировалась до 1999 года                             |
| DB Cargo - Knorr-Bremse  | Knorr-Bremse AG                                  | Германия   | 2002                     | н/д (1435, 1520)                    | Была разработана для сообщения между Центральной и Восточной Европой.                  |

## Talgo-RD
В 1964 году испанской компанией «Talgo» разработана технология автоматического изменения ширины колеи. Впервые была введена в эксплуатацию в 1969 году на станции Портбоу и являлась решением, предложенным для «RENFE», во избежание ненужной пересадки пассажиров на испано-французской границе. Поезда сообщения Барселона — Женева проходили через специальное устройство, позволяющее переводить колёсные пары поезда с иберийской на европейскую колею в движении с малой (15—20 км/ч) скоростью без вмешательства обслуживающего персонала.
Если прежде международные грузовые и пассажирские перевозки по линиям разной колеи были возможны только с заменой тележек, то данная технология даёт возможность существенно ускорить пересечение границ. Технология Talgo-RD может применяться к отдельным колёсам, грузовым колёсным тележкам и тяговым колёсным тележкам для иберийской, европейской и русской колеи.
СССР никогда не интересовался патентом на данную технологию, потому что в СССР якобы имелись собственные проекты универсальных тележек, впрочем, так никогда и не осуществлённые. В конце 2016 года была начата эксплуатация трёх составов фирмы «Тальго» с автоматическим изменением ширины колеи на маршруте Москва — Берлин («Стриж»).